# Benedictus de Castro
Benedictus/Benedito de Castro, auch Baruch Namias, (* um 1597 in Hamburg; † 31. Januar 1684 ebenda) war ein Arzt, Autor und Gemeindeführer.

## Leben und Wirken
Benedictus de Castro war ein Sohn des Arztes Rodrigo de Castro. Er studierte Medizin an der Universität in Franeker und promovierte dort am 3. September 1624. Anschließend praktizierte er, laut Hugo Grotius als „vir humanissimus“, in Hamburg. De Castro galt schnell als anerkannter Arzt. Christine von Schweden gehörte 1645 zu seinen Patientinnen und wohnte in seinem Haus. Der Arzt widmete ihr 1647 das Buch Monomachia. Obwohl, oder grade da er sehr erfolgreich war, griffen christliche Ärzte und lutherische Geistliche de Castro wiederholt an. Dazu gehörte der Arzt Joachim Curtius (1585–1642), der 1631 in Hamburg anonym die Schmähschrift Exhortatio celeberr. et excellentis [...] dictata cur judei et agyptae a congressu et praxi medica arcendi sint et eliminandi schrieb, die heute als verschollen gilt. Der bekannte Mediziner Abraham Zacutus Lusitanus riet Benedictus de Castro daraufhin, hiergegen öffentlich vorzugehen. De Castro verfasste im selben Jahr unter dem Pseudonym Philotheo Castello die Schrift Flagellum calumniantium seu Apologia, in der er „Lügen und Verleumdungen“ christlicher Mediziner gegen portugiesisch-jüdische Ärzte scharf kritisierte und die Leistungen jüdischer Mediziner darstellte. Dieses Werk, in dem er wiederholt die Verantwortung des Arztes für die Gesellschaft hervorhob, kann als Ergänzung zu dem Buch Medicus Politicus angesehen werden, das sein Vater verfasst hatte. Wie sein Vater sah de Castro Ärzte in der Pflicht, die menschliche Seele und den Körper zu heilen, damit sie in der Lage waren, in gesellschaftlichem Einklang die göttliche Harmonie des Universums wiederzugeben.
1652 unterschrieb de Castro die Übereinkunft zur Gründung der Portugiesisch-Jüdischen Gemeinde „Bet Israel“, deren Vorstand er ab 1654 angehörte und für die er weitere Ehrenämter übernahm. Als Vertreter der Gemeinde drohte er an, dass sich die Gemeinde aus Hamburg zurückziehen würde, wenn sie in der freien Ausübung der Religion und am Schulbesuch gehindert würden. 1666 unterstützte er maßgeblich Schabbtai Zvi. Aufgrund wirtschaftlicher Probleme musste de Castro in den letzten Lebensjahren seine bedeutende Bibliothek veräußern. Sein Grab ist heute auf dem Jüdischen Friedhof in Altona zu finden.

## Schriften
- Benedicti a Castro Lusitani, Serenissimae ac Potentissimae Principis ac Dominae Dn. Christinae, Suecorum, Gothorum, Vandalorumq[ue] Reginae, &c. Medici Monomachia sive Certamen Medicum : Quo verus in febre synocho putrida cum cruris inflammatione medendi usus per venae sectionem in brachio demonstratur ... Hamburgi: Rebenlinus 1647

Digitalisat, Staats- und Universitätsbibliothek Hamburg